# 帕什基夫卡 (基輔州)
50°18′27″N 29°52′14″E / 50.30750°N 29.87056°E
帕什基夫卡（羅馬化：Pashkivka）是位於烏克蘭北部的村莊，由基辅州布恰区的馬卡里夫市鎮負責管轄。該村處於盧帕河畔，始建於1613年，面積0.36平方公里，海拔高度175米，2001年人口775。